# Farah Ali Hamada Muhammad Husajn
Farah Ali Hamada Muhammad Husajn (Farah Ali Hamada Mohamed Hussein, arab. فرح على حماده محمد حسين; ur. 7 kwietnia 2004) – egipska zapaśniczka walcząca w stylu wolnym. Srebrna medalistka mistrzostw Afryki w 2024 i 2025; brązowa w 2022 i 2023. Zajęła szóste miejsce na igrzyskach śródziemnomorskich w 2022. Pierwsza na mistrzostwach Afryki juniorów w 2022 i kadetów w 2020 roku.